# Sanchezzwergkauz
Der Sanchezzwergkauz (Glaucidium sanchezi), auch Tamaulipas-Zwergkauz oder Tamaulipas-Sperlingskauz genannt, ist eine kleine Eulenart aus der Gattung der Sperlingskäuze. Die Art kommt nur in einem sehr kleinen Gebiet im Süden Nordamerikas vor.

## Erscheinungsbild
Der Sanchezzwergkauz erreicht eine Körpergröße von etwa 13 bis 16 Zentimetern. Er ist damit nicht wesentlich größer als der Elfenkauz, der als der kleinste Vertreter der Eulen gilt. Abweichend von vielen anderen Eulenarten weist er außerdem einen Geschlechtsdimorphismus auf. Die Männchen haben einen graubraunen Kopf, während dieser bei den Weibchen eher rötlich-braun ist. Die Körperoberseite ist bei beiden Geschlechtern olivbraun, allerdings ist auch das Körpergefieder der Weibchen rötlich-braun überwaschen. Auf der Stirn hat diese Eulenart einige wenige weißliche Flecken. Der Oberkopf ist ansonsten ohne Farbabzeichen. Die Augen sind gelb.
Im selben Verbreitungsgebiet wie der Sanchezzwergkauz kommt der Gnomenzwergkauz vor, der aber größer ist und in Relation zur Körpergröße einen etwas kürzeren Schwanz hat. Der Brasilzwergkauz ist größer und hat einen gestreiften Oberkopf. Der Palmenzwergkauz hat eine deutlich blassere Gefiederfarbe.

## Verbreitungsgebiet und Lebensraum

Verbreitungsgebiet (grün) des Sanchezzwergkauz in Mexiko

Das Verbreitungsgebiet des Sanchezzwergkauzes beschränkt sich auf ein kleines Gebiet im Nordosten Mexikos. Er kommt von Tamaulipas und dem Südosten von San Luis Potosí bis in den Norden von Hidalgo vor. Er ist ein Standvogel, der überwiegend in feuchten subtropischen und immergrünen Wäldern sowie in Kiefernwäldern vorkommt, die mit immergrünen Laubbäumen durchsetzt sind. Seine Höhenverbreitung reicht von 900 Meter bis 2.100 Meter über NN.

## Lebensweise
Der Sanchezzwergkauz ist wie eine Reihe anderer amerikanischer Sperlingskäuze zum Teil tagaktiv. Sein Nahrungsspektrum besteht zu einem großen Teil aus Insekten und Eidechsen. Er schlägt außerdem auch andere kleine Wirbeltiere. Er brütet überwiegend in aufgegebenen Spechthöhlen. Das Gelege besteht aus zwei bis vier weißen Eiern.

## Etymologie und Forschungsgeschichte
Die Erstbeschreibung des Sanchezzwergkauzes erfolgte 1949 durch George Hines Lowery, Jr. und Robert James Newman unter dem wissenschaftlichen Namen Glaucidium sanchezi. Das Typusexemplar wurde von Newman am 14. Mai 1947 im Llano de Garzas Municipio Xilitla im Bundesstaat San Luis Potosí gesammelt. Bereits 1832 führte Friedrich Boie die für die Wissenschaft neue Gattung Glaucidium ein. Dieser Name leitet sich von γλαυξ (glaux) für Eule ab. Der eigentliche Name ist die Diminutivform und bedeutet deshalb kleine Eule. Der Artname sanchezi ist Carlos Antonio Sanchez-Mejorada (1911–2009) gewidmet.

## Belege

### Einzelbelege
1. 1 2  C. König, F. Weick: Owls of the World. 2008, S. 402.
2. 1 2  George Hines Lowery, Jr. u. a. (1949), S. 1ff.
3. ↑  Friedrich Boie (1832), S. 970.
4. ↑  Glaucidium The Key to Scientific Names Edited by James A. Jobling